# Oron (Suïssa)
|  | Per a altres significats, vegeu «Oron». |

Oron és un comú del cantó Vaud, al districte de Lavaux-Oron. Es va constituir l'1 de gener de 2012, com a conseqüència de la fusió de deu comuns anteriors: Bussigny-sur-Oron, Châtillens, Chesalles-sur-Oron, Écoteaux, Les Tavernes, Les Thioleyres, Oron-la-Ville, Oron-le-Châtel, Palézieux i Vuibroye; i un onzè Essertes que s'hi uní l'1 de gener del 2022:

## Toponímia
Hi ha un primer esment d'Uromago cap al 280. En mapes militars de l'Imperi Romà del segle iv, Oron-la-Ville és esmentada com Viromagus o Uromagus (el mercat del bestiar). El 1018 apareix com a Auronum i Oron-le-Châtel el 1137 com a Oruns.

## Història

Vista aèria (1958).

A partir de setembre de 2006 s'endeguen els plans de fusió entre els 11 municipis de Bussigny-sur-Oron, Châtillens, Chesalles-sur-Oron, Écoteaux, Les Tavernes, Les Thioleyres, Maracon, Oron-la-Ville, Oron-le-Châtel, Palézieux i Vuibroye. Entre els anys 2007 i 2008 es va fer una enquesta entre els veïns que es mostraren a favor del projecte. Els diferents consells generals i municipals atorguen crèdits d'estudi per al projecte i es crea una comissió de direcció. L'estudi estratègic i operatiu es realitzà entre el novembre del 2008 al maig del 2010. Tanmateix, el maig de 2010, el Consell General de Maracon va decidir, per un 60% dels vots, desmarcar-se de la fusió
L'acord de fusió va ser adoptat el 28 de juny de 2010 per les legislatures dels deu municipis restants. El 28 de novembre de 2010 la població va acceptar amb un 78 % de vots favorables a la fusió dels seus comuns per tal de crear el d'Oron l'1 de gener de 2012.
El 29 de gener de 2019 el Consell General del comú d'Essertes acceptà el principi d'establir converses amb vista a una fusió amb el municipi d'Oron. Els dos comuns treballaren en un projecte d'acord de fusió. El 28 de setembre de 2020 es va acceptar l'acord pel Consell Municipal d'Oron i el Consell General d'Essertes. L'afer es sotmeté a votació de la població dels dos municipis el 29 de novembre de 2020, que l'accepten amb l'aval d'un 88 % de vots. La fusió s'implementa de iure l'1 de gener de 2022.

## Demografia
| 2011 | 2012 | 2013 | 2014 | 2015 | 2016 | 2017 | 2018 | 2019 | 2020 |
| ---- | ---- | ---- | ---- | ---- | ---- | ---- | ---- | ---- | ---- |
| 4659 | 4868 | 5077 | 5202 | 5309 | 5423 | 5461 | 5501 | 5569 | 5664 |

El comú resultant assumí els gentilicis i del sobrenom dels habitants d'Oron-la-Ville, respectivament els oronais i els coqs.

## Consell comunal
El Consell Municipal, en representació del poder legislatiu, el formen 60 membres elegits segons el sistema proporcional fins al 2021. Degut a la fusió amb Essertes el Patronat està format des de l'any 2022 per 65 membres.
| Legislatura | Grindor | PLR, UDC i independent | PS i simpatitzants | Els Verds | Acord 1078 |
| ----------- | ------- | ---------------------- | ------------------ | --------- | ---------- |
| 2016-2021   | 14      | 32                     | 14                 | -         | -          |
| 2022-2026,  | 12      | 30                     | 12                 | 7         | 4          |

## Institucions públiques
El centre de detenció de menors i joves (Établissement de détention pour mineurs, EDM) «Aux Léchaires» es va inaugurar l'any 2013 a la localitat de Palézieux. Aquest centre penitenciari pot acollir dones i homes d'entre 10 i 22 anys en virtut d'una decisió relativa al dret penal de menors (DPMin) i, des del 2016, homes de 18 a 22 anys sota la influència d'una decisió relativa al Codi Penal (CP) suís. En la seva inauguració va ser un dels primers establiments d'aquest tipus a la Suïssa francòfona.

## Cultura
L'escola primària i secundària Oron-Palézieux ofereix l'educació primària i secundària obligatòria. Distribuït per tot el territori municipal així com a Essertes i Maracon, l'establiment compta amb nou edificis:
|                                     | 1P | 2P | 3P | 4P | 5P | 6P | 7P | 8P | 9S | 10S | 11S |
| ----------------------------------- | -- | -- | -- | -- | -- | -- | -- | -- | -- | --- | --- |
| Col·legi d'Oron-la-Ville            | X  | X  |    |    |    |    | X  | X  | X  | X   | X   |
| Pavellons de l'escola Oron-la-Ville |    |    | X  | X  | X  | X  | X  | X  |    |     |     |
| Col·legi de Chatillens              | X  | X  | X  | X  | X  | X  |    |    |    |     |     |
| Col·legi de Chesalles-sur-Oron      | X  | X  | X  | X  |    |    |    |    |    |     |     |
| Col·legi de Palezieux               | X  | X  | X  | X  | X  | X  |    |    |    |     |     |
| Col·legi Ecoteaux                   |    |    |    |    | X  | X  |    |    |    |     |     |
| Col·legi de Tavernes                |    |    | X  | X  |    |    |    |    |    |     |     |
| Col·legi d'Essertes                 |    |    |    |    | X  | X  |    |    |    |     |     |
| Col·legi de Maracon                 | X  | X  | X  | X  |    |    |    |    |    |     |     |

Al territori comunal estan inscrits com a béns culturals suïssos d'importància nacional:
| Fotografia | Objecte                                 | Tipus | Tipus | Tipus | Tipus | Tipus | Tipus | Tipus | Localitat      | Informació de contacte      |
| Fotografia | Objecte                                 | T     | Arx.  | B     | E     | M     | O     | S     | Localitat      | Informació de contacte      |
| ---------- | --------------------------------------- | ----- | ----- | ----- | ----- | ----- | ----- | ----- | -------------- | --------------------------- |
|            | Església reformada                      |       |       |       | E     |       |       |       | Oron-la-Ville  | 46° 34′ 14″ N, 6° 49′ 38″ E |
| </img>     | Castell i biblioteca del castell d'Oron |       |       | B     |       |       | O     |       | Oron-le-Chatel | 46° 34′ 28″ N, 6° 50′ 14″ E |
| </img>     | Abadia cistercenca d'Haut-Crêt          | T     |       |       |       |       |       |       | Tavernes       | 46° 33′ 08″ N, 6° 48′ 19″ E |

Al comú hi ha tres camps de futbol de gespa, un dels quals està homologat per a la 2e ligue i un altre per a la 3e ligue.

## Personatges lligats a Oron
- Henri Guisan, comandant en cap general de l'exèrcit suís durant la Segona Guerra Mundial, va viure i va explotar una finca agrícola a Chesalles-sur-Oron de 1896 a 1907[22]
- Jean-Nicolas Pache, polític francès, revolucionari i alcalde de París, és originari, pel seu pare, d'Oron.